# Berdeniella julianensis
Berdeniella julianensis és una espècie d'insecte dípter pertanyent a la família dels psicòdids que es troba a Europa: Eslovènia.